# Silverhill (Alabama)
Silverhill – miasto w Stanach Zjednoczonych, w stanie Alabama, w hrabstwie Baldwin. Według danych na rok 2020 miejscowość zamieszkiwało 768 osób, a gęstość zaludnienia wyniosła 235,5 os./km².

## Historia
Silverhill zostało założone w 1897 roku przez trzech szwedzkich imigrantów ze Szwecji: Oskara Johnsona, Johna Lindena oraz Carla Vallentina. Około 8 km na południowy–zachód od miasta znajduje się replika kolei górskiej z XIX wieku.

## Geografia
Silverhill ma łączną powierzchnię 3,26 km², w tym 3,25 km² stanowi ląd, a 0,01 km² stanowią wody. Miejscowość jest położona 43  m n.p.m..

### Klimat
Średnia temperatura wynosi +19 °C. Najcieplejszym miesiącem jest czerwiec (+26 °C), a najzimniejszym miesiącem jest styczeń (+10 °C). Średnie opady wynoszą 1917 mm rocznie. Najbardziej wilgotnym miesiącem jest luty (251 mm opadów), a najbardziej suchym miesiącem jest październik (60 mm opadów).

## Demografia

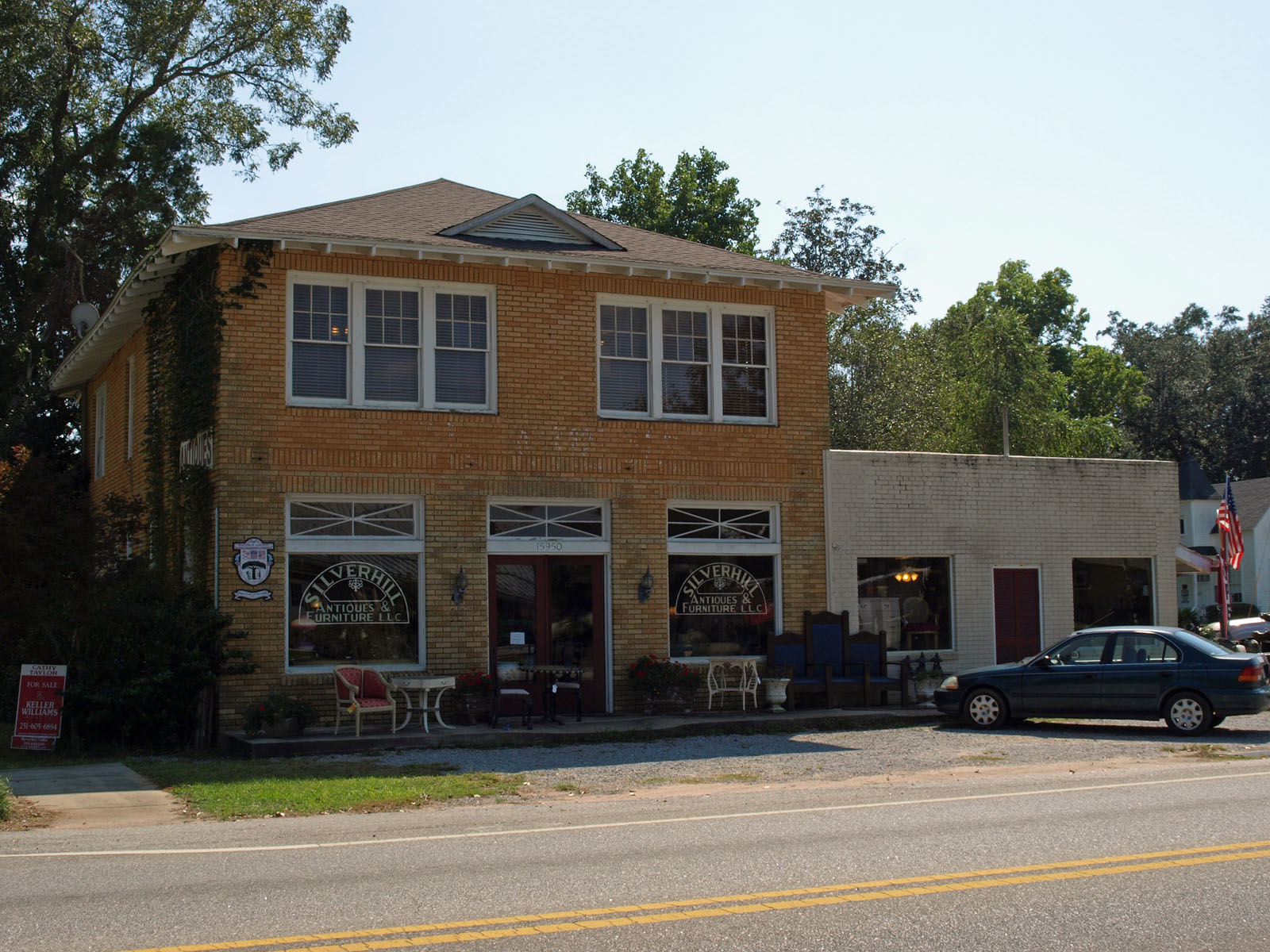
Bank w Silverhill

### Spis powszechny z 2000 roku
W 2000 roku Silverhill zamieszkiwało 616 osób, a gęstość zaludnienia wyniosła 188,9 os./km². Miasto liczyło wówczas 241 gospodarstw domowych, w których mieszkało 178 rodzin. Większość mieszkańców (98,05%) stanowili biali, natomiast 0,16% mieszkańców stanowili przedstawiciele rasy czarnej. Pozostałe 1,79% mieszkańców stanowili Azjaci (0,65%), Latynosi (ok. 1%), przedstawiciele rdzennej ludności (0,16%).

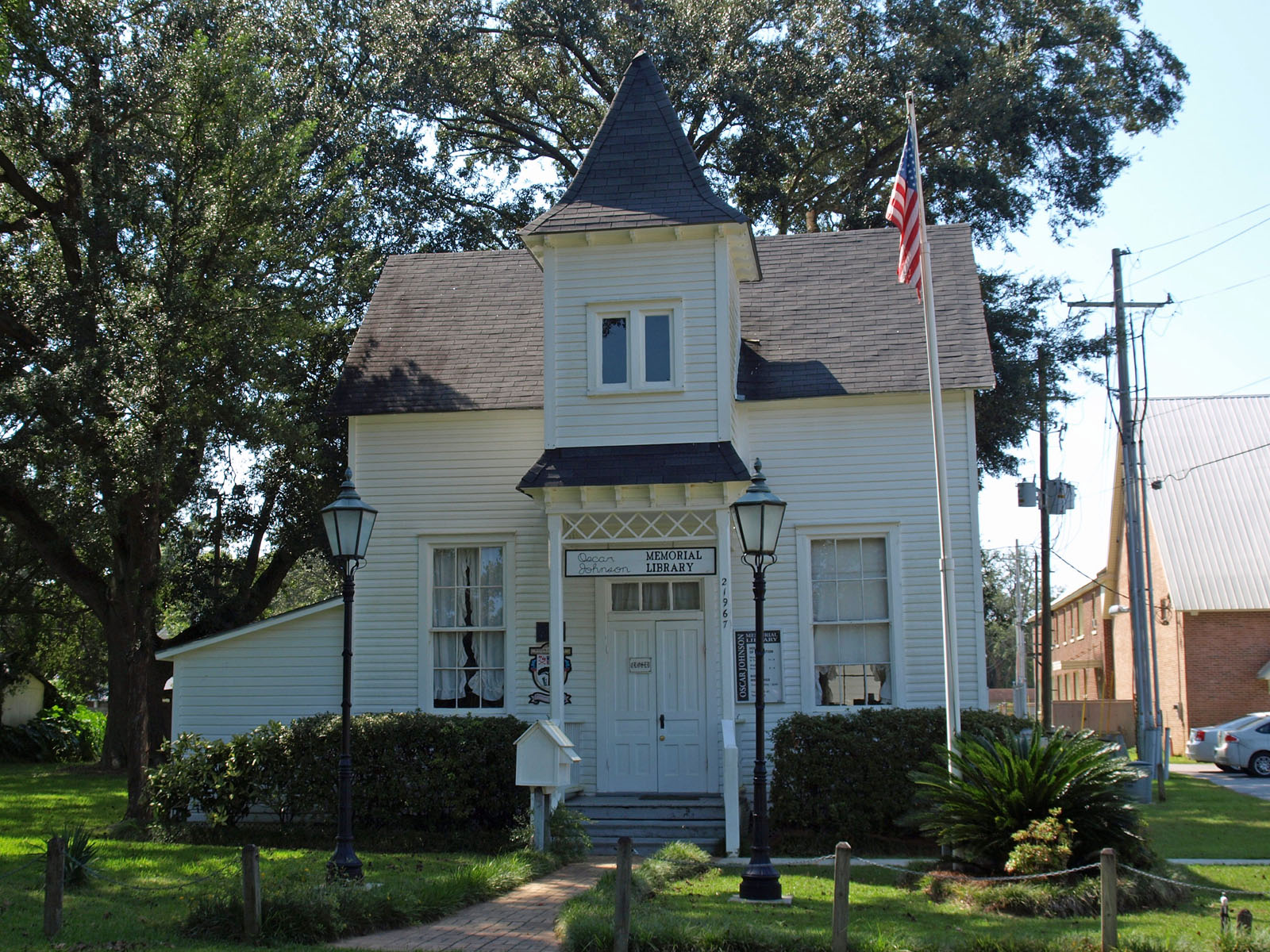
Zabytkowe biuro w Silverhill

### Spis powszechny z 2020 roku
W 2020 roku Silverhill liczyło 336 gospodarstw domowych, w których mieszkało 308 rodzin. Średni wiek wszystkich mieszkańców wynosił ok. 40 lat, natomiast 23,7% wszystkich mieszkańców stanowiły osoby powyżej 65. roku życia.
Historyczna populacja:
| Rok        | 1930 | 1940 | 1950   | 1960   | 1970   | 1980 | 1990   | 2000   | 2010   | 2020  |
| ---------- | ---- | ---- | ------ | ------ | ------ | ---- | ------ | ------ | ------ | ----- |
| Ludność    | 314  | 270  | 354    | 417    | 552    | 624  | 556    | 616    | 706    | 768   |
| Zmiana w % |      | –14% | +31,1% | +17,8% | +32,4% | +13% | –10,9% | +10,8% | +14,6% | +8,8% |